# Collesis fleximargo
Collesis fleximargo là một loài bướm đêm trong họ Geometridae.